# Howard Browne
Howard Browne (Schenectady, 15 de abril de 1908 - 28 de octubre de 1999) fue un escritor y editor estadounidense adscrito a los géneros de la ciencia ficción y misterio que generalmente publicaba como bajo varios seudónimos tales como John Evans, Alexander Blade, Chandler Lawrence, Ivar Jorgensen y Francis Lee. Fue también guionista para varias series de televisión y cine.
A partir de 1942, Browne trabajó como redactor jefe para Amazing Stories y Fantastic Adventures, ambas publicaciones de Ziff-Davis bajo el mando editorial de Raymond A. Palmer; cuando Palmer dejó las revistas en 1949, Browne se hizo cargo en enero de 1950, poniendo fin a la serie Shaver Mystery de Richard Shaver. Supervisó el cambio de Amazing desde un formato pulp a digest.
En 1956, abandona las revistas para trasladarse a Hollywood, donde ofició de guionista para Maverick, Ben Casey y El virginiano. Su último crédito fue para la película Capone'' (1975), protagonizada por Ben Gazzara.
Su novela titulada Thin Air fue adaptada dos veces para televisión. En 1975 fue utilizado como base para un episodio de la primera temporada de The Rockford Files titulado Sleight of Hand, mientras que en 1982 fue la base para un episodio homónimo de la segunda temporada de Simon & Simon.

## Obras

### Series de ficción
- Tharn
  - 1 Warrior of the Dawn (1943):
    - Warrior of the Dawn (parte 1 de 2) (1942).
    - Warrior of the Dawn (parte 2 de 2) (1943).

  - 2 The Return of Tharn (1956):
    - The Return of Tharn (parte 1 de 3) (1948).
    - The Return of Tharn (parte 2 de 3) (1948).
    - The Return of Tharn (parte 3 de 3) (1948).

### Collectiones
- Carbon-Copy Killer / Twelve Times Zero (1997).

### Series
- Return to Lilliput (novela completa) (1943):
  - Return to Lilliput (novela completa) (1943) como  William Brengle
- The Man from Yesterday (novela completa) (1948):
  - The Man from Yesterday (novela completa) (1948) como  Lee Francis
- Forgotten Worlds (novela completa) (1948):
  - Forgotten Worlds (novela completa) (1948) como  Lawrence Chandler

### Anthologías
- The Metal Doom / Twelve Times Zero (2011) con David H. Keller, M.D.

### Ficción corta
- The Star Shepherd (1943) como William Brengle.
- They Gave Him a Rope (1943) como H. B. Carleton.
- Carbon-Copy Killer (1943) como Alexander Blade.
- The Strange Mission of Arthur Pendran (1944) como John X. Pollard.
- "Well I'll Be Hexed!" (1950) como Peter Phillips (1908-1999).
- Planet of No Return (1951) como Lawrence Chandler.
- Man in the Dark (1952) como Roy Huggins.
- Twelve Times Zero (1952).
- The Veiled Woman (1952) en coautoría con Mickey Spillane.
- Mars Confidential (1953).
- Call Him Savage (1954) como John Pollard.
- The Seventh Bottle (1954) como Ivar Jorgensen.

### Ensayos
- Meet the Authors: Howard Browne (1942).
- They Write... (1952) como Roy Huggins.
- Editorial: According to You . . . (1954).
- Or So You Say . . . (Amazing Stories, marzo de 1954).
- Editorial: ...Or So You Say (1954).
- . . . Or So You Say (Amazing Stories, enero de 1955).
- Editorial: Low Man on the Asteroid (Fantastic, junio de 1955).
- Editorial: Low Man on the Asteroid (Fantastic, agosto de 1955).
- Editorial: Low Man on the Asteroid (Fantastic, octubre de 1955).
- Editorial: Around the Univers With: Walter Watchell (1955).
- Editorial: Low Man on the Asteroid - I See By the Papers (1955).
- Editorial: Low Man on the Asteroid - Manuscripts We Never Finished Reading (1956).
- Letter (Locus #207) (1977).
- A Personal Account: Profit Without Honor (1984).
- Introduction to «The Devil, You Say?» (1988).